# Сухој T-3
Сухој Т-3  (рус. Сухой Т-3; НАТО назив енгл. Fishpot-А) је експериментални суперсонични ловац пресретач на млазни погон са делта крилима направљен у Русији. Авион је први пут полетео 1956. године, а пројект је прерастао у серијски произвођен ловац Сухој Су-9 (1957) и Су-11/(Т-47) (1962)

## Пројектовање и развој
У јуну месецу 1953. године ОКБ Сухој је почео пројектовање суперсоничног борбеног авиона и то: једног са стреластим крилима који је добио ознаку С-1 (према облику крила С-стреласта) и другог са делта крилима који је добио ознаку Т-3 (према Т-троугласта крила). Прототип овог авиона са ознаком Т-3 је завршен у октобру месецу 1955. године и отпочето је његово тестирање. Први пробни лет је обављен 26. маја 1956, а јавности је први пут приказан 24. јуна 1956. године у Тушину на Дан авијације заједно са осталим новим авионима. Прототип Т-3 постаје летећа лабораторија на којој су тестирани радари, мотори и наоружање. Након овог прототипа направљена је читава серија прототипских авиона. Прототипски авион са ознаком Т-43 обавио је први пробни лет 10. октобра 1957. године, њим је управљао В. С. Иљушин пробни пилот који је са овим авионом (до душе без радара и наоружања) 30. октобра 1957. достигао висину од 21.500 m, а два дана касније постигао брзину од 2.200 km/h. До краја 1957. године обављено је 40 летова овим прототипом авиона и потврдила исправност овог конструктивног решења.

### Технички опис
Авион Т-3 је једноседи једномоторни авион направљен према класичној шеми, средњокрилац је са делта (троугластим) крилом и углом нагиба нападне ивице крила 53° што му омогућава постизање веома великих брзина. Репни стабилизатори су такође стреластог облика. Труп авиона је кружног облика и одликовао се чистим аеродинамичним површинама. На носу авиона се налазио улаз за ваздух. Имао је турбо млазни мотор Љуљка АЛ-7Ф са потисаком од 76 kN. Стајни орган је увлачећи, система трицикл, предња носна нога се увлачила у труп авиона, а главне ослоне ноге су се налазиле испод крила и у току лета су се увлачиле у крила. Положај крилних ногу стајног трапа је био такав да није сметао систему подвешавања оружја и спољних резервоара за гориво. Кокпит пилота смештен у кабину под притиском, а лоциран готово у самом носу авиона омогућавао је добру прегледност пилоту како у фазама полетаља и слетања тако и при лету авиона. Авион Т-3 је требало да буде наоружан ракетаме ваздух-ваздух 2 × Калинград K-8 или Радуга K-9. У унутрашњости авиона били су смештени резервоари за гориво који су му омогућавали долет од 1.840 km.

## Наоружање
| Наоружање авиона: Сухој Т-3    |                                            |
| Ватрено (стрељачко) наоружање  |                                            |
| Топ                            |                                            |
| Митраљез                       |                                            |
| Бомбардерско наоружање (бомбе) |                                            |
| Ракетно наоружање (ракете)     |                                            |
| Број и ознака ракета           | в-в:(2 × Калинград K-8 или 2 × Радуга K-9) |
| Број подвешаних ракета         | 2                                          |

## Оперативно коришћење
До оперативног коришћења овог авиона није дошло, направљено је 3 прототипа за летна испитивања и један прототип који је искоришћен за статичко испитивање до уништења. У току испитивања вршене су прераде ових прототипова тако да је познато да су направљена више под типова овог авиона који су имали ознаке: (Т-43; ПТ-7; ПТ-8; и Т-47), (Т-49 и Т-5), (Т-431; Т-37; Т-39; ПТ-7; ПТ-8 и Т-5). Ови прототипови авиона су низ година служили као летеће лабораторије на којима су тестирани радари, наоружање и инструментација. На основу ових испитивања и побољшања настала је серија авиона породице Сухој, Су-9, Су-11 и Су-13. Први од ових авиона је полетео 1957. године и ушао је у серијску производњу.

## Земље које користе овај авион
- Русија